# Partito Democratico Nazionale del Nepal
Il Partito Democratico Nazionale del Nepal (in nepalese: राष्ट्रिय प्रजातन्त्र पार्टी नेपाल, Rastriya Prajatantra Party Nepal) è un partito politico nepalese di orientamento conservatore e liberale fondato nel 1990.
Alle ultime elezioni per l'Assemblea costituente del 2013 ha ottenuto il 6,7% dei voti e 24 seggi.